# Loi de Poe
La loi de Poe, du nom de Nathan Poe qui l'a formalisée, suppose que, sur Internet, sans indication claire de l'intention de l'auteur, toute expression parodique ou sarcastique d'opinions outrancières peut être confondue par certains lecteurs avec une expression sincère de ces opinions.

## Citation originale
Cette règle est née d'une remarque faite par Nathan Poe au sujet d'un forum sur le créationnisme :

« Sans un smiley qui cligne de l'œil, ou autre marque d'humour flagrante, il est complètement impossible de parodier un créationniste sans que quelqu'un vous prenne pour tel,. »

Il reprenait en cela l'idée d'un post Usenet de Jerry Schwarz datant de 1983 : 

« Évitez le sarcasme et les facéties. Sans les inflexions de la voix ou le langage corporel, ils sont facilement compris de travers. En ligne, le sourire couché, :-), est désormais largement compris comme “Je plaisante”. Si vous postez un message satirique sans ce symbole, ne soyez pas surpris que quelqu'un le prenne au premier degré, même si son caractère satirique est évident pour vous,. »

## Impacts
En 2017, le magazine technologique américain Wired a nommé la loi de Poe le phénomène internet le plus important de l'année.
Dans un article publié en 2009, le philosophe américain Scott F. Aikin a présenté des variantes de la loi de Poe. Pour chaque site web qui parodie l'extrémisme religieux, par exemple, il pense qu’il existe au moins un site web dont le contenu est identique mais pour des sujets sérieusement traités. Pour lui, il est dès lors impossible pour un visiteur de distinguer un site satirique d'un site sérieux sur la base de son apparence, à moins que le site satirique ne rende sa nature évidente. En conséquence, non seulement les parodies ne seraient pas reconnues comme telles, mais par ailleurs, le contenu se voulant sérieux serait régulièrement pris pour de la satire.
Comme exemple de ce dernier point, Aikin a cité le site web fondamentaliste chrétien ObjectiveMinistries.org, qui a proposé en 2001 un concours pour étudiants sur le thème de la « science de la création ». Au vu de titres des contributions qui figuraient parmi les gagnants du concours (notamment « Mon oncle est un homme appelé Steve (pas un singe) », « Pokemon prouve que l'évolution est mauvaise » et « la création microévolutive d'une résistance aux antibiotiques latente dans les bactéries développée grâce à la prière »), ObjectiveMinistries.org, qui prétend se consacrer à la lutte contre les moqueries de Jésus-Christ sur Internet, et qui plaide notamment pour la fermeture du site de satire religieuse Landover Baptist Church, a visiblement été pris pour une ramification de Landover Baptist Church,.